# Список особо охраняемых природных территорий Татарстана
По состоянию на 2020 год природно-заповедный фонд Республики Татарстан включает 186 особо охраняемых природных объекта, в том числе:
- Волжско-Камский государственный природный биосферный заповедник;
- Национальный парк «Нижняя Кама»;
- 37 государственных природных заказника регионального значения разного профиля;
- 144 памятников природы регионального значения, в том числе наземных — 79, водных — 65 (озёра, реки, родники);
- 3 особо охраняемых природных территория местного значения.

## Список ООПТ

### Агрызский район
| №   | Наименование                                 | Статус                                                                         | Дата присвоения | Местоположение                                                                                | Описание |
| --- | -------------------------------------------- | ------------------------------------------------------------------------------ | --------------- | --------------------------------------------------------------------------------------------- | --- |
| 1   | Река Иж                                      | Памятник природы регионального значения                                        | 1978 год        | Исток в Удмуртской Республике, устье западнее села Салауш                                     | см. статью |
| 2   | Сложный бор                                  | Памятник природы регионального значения                                        | 1987 год        | 0,5 км от села Балтачево.                                                                     | Лесной массив площадью 49 га, типичный фрагмент южно-таежного темнохвойного леса, достаточно редкого на территории РТ. Представляет научный интерес для мониторинга популяций южно-таежных видов и экосистемы в целом, находящихся на южной границе ареала. |
| 167 | Кичке-Тан                                    | Государственный природный заказник регионального значения комплексного профиля | 1997 год        | в устье реки Иж на границе с Республикой Удмуртия                                             | Волнистая равнина, расчлененная балками и оврагами, площадью 9795,77 га. Особенностью территории является сохранившиеся долинные леса восточного типа. На территории заказника произрастает более 10 видов растений, занесенных в Красную книгу Республики Татарстан. На территории заказника отмечено 99 видов птиц с плотностью населения от 400 особей на км² на участках, подверженных антропогенному прессу, до 700—800 особей на км² в долине реки Иж. Территория заказника является природным комплексом, имеющим особое значение для сохранения всех слагающих его компонентов, также является историческим местом присадки гусеобразных в период весенних миграций. Имеет эстетическое и научно-познавательное значение. |
| 3   | Агрызский государственный охотничий заказник | Государственный охотничий заказник                                             | 1984 год        | от Девятирнинского лесничества на севере до реки Кумырсинки на юге                            | Площадь — 30900 га. Видовой состав охотфауны: лось, кабан, белка, бобр, заяц-беляк, заяц-русак, куница, лисица, норка американская, рысь, глухарь, тетерев, рябчик. Отмечено до 10 видов животных, занесенных в Красную книгу РТ, в том числе веретеница, гадюка обыкновенная, большой подорлик, орлан-белохвост, зимородок, выдра, бурый медведь. Организован с целью увеличения численности бобра и глухаря. |
| 1р  | Красноборский геологический разрез [1р]      | Резервный участок под ООПТ                                                     | 2000 год        | береговой склон реки Камы у села Салауши и овражно-балочная система севернее села Красный Бор | 2 участка площадью 0,4 и 0,6 гектар. |

### Азнакаевский район
| № | Наименование                                    | Статус                                                                                           | Дата присвоения | Местоположение | Описание |
| - | ----------------------------------------------- | ------------------------------------------------------------------------------------------------ | --------------- | --- | -------- |
| 4 | Река Ик                                         | Памятник природы регионального значения                                                          | 1978 год        | Бавлинский, Ютазинский, Азнакаевский, Муслюмовский, Актанышский, Мензелинский районы. Исток в Республике Башкортостан, устье у села Бикбулово Мензелинского района РТ |          |
| 5 | Река Стерли (левый приток реки Ик)              | Памятник природы регионального значения                                                          | 1978 год        | Исток в 7 км юго-западнее с. Балтачево, устье севернее с. Урманаево                                                                                                   |          |
| 6 | Чатыр-Тау                                       | Государственный природный заказник регионального значения комплексного профиля                   | 1999 год        | ГБУ «Азнакаевское лесничество», ГБУ «Бугульминское лесничество» |          |
| 7 | Владимирский склон (Массив Актюбинский)         | Государственный природный заказник регионального значения биологического (ботанического) профиля | 1991 год        | |          |
| 8 | Азнакаевский государственный охотничий заказник |                                                                                                  |                 | |          |

### Аксубаевский район
| №  | Наименование                                                                   | Статус                                  | Дата присвоения | Местоположение | Описание |
| -- | ------------------------------------------------------------------------------ | --------------------------------------- | --------------- | --- | -------- |
| 9  | Река Большая Сульча (правый приток реки Большой Черемшан)                      | Памятник природы регионального значения | 1978 год        | Черемшанский, Аксубаевский, Нурлатский районы. Исток 0,8 км восточнее с. Амирово Черемшанского района, устье 5 км западнее с. Салдакаево Нурлатского района                                     |          |
| 10 | Река Малый Черемшан (правый приток реки Большой Черемшан)                      | Памятник природы регионального значения | 1978 год        | Чистопольский, Новошешминский, Аксубаевский, Алексеевский, Алькеевский, Нурлатский районы РТ, Ульяновская область. Исток в урочище Покровка Новошешминского района, устье в Ульяновской области |          |
| 11 | Река Малая Сульча (правый приток реки Бол. Сульча, бассейн реки Бол. Черемшан) | Памятник природы регионального значения | 1978 год        | Аксубаевский, Новошешминский районы РТ. Исток юго-восточнее деревни Сульче-Баш, устье у села Караса                                                                                             |          |
| 12 | Билярский государственный охотничий заказник                                   |                                         |                 | |          |

### Актанышский район
| №  | Наименование                                     | Статус                                  | Дата присвоения         | Местоположение | Описание                |
| -- | ------------------------------------------------ | --------------------------------------- | ----------------------- | --- | ----------------------- |
| 4  | Река Ик                                          | см. #Азнакаевский район                 | см. #Азнакаевский район | см. #Азнакаевский район | см. #Азнакаевский район |
| 13 | Река Сюнь                                        | Памятник природы регионального значения | 1978 год                | Республика Башкортостан, Муслюмовский, Актанышский районы РТ. Исток, верхнее течение и устье в Башкортостане (село Новомедведево), (левый приток реки Белая). |                         |
| 14 | Озеро Копаное                                    | Памятник природы регионального значения | 1978 год                | южнее деревни Чишма |                         |
| 15 | Камско-Икский государственный охотничий заказник |                                         |                         | |                         |
| 2р | Участок «Кулегашский»                            |                                         |                         | |                         |

### Алексеевский район
| №  | Наименование                                 | Статус                                                                         | Дата присвоения        | Местоположение                                 | Описание               |
| -- | -------------------------------------------- | ------------------------------------------------------------------------------ | ---------------------- | ---------------------------------------------- | ---------------------- |
| 10 | Река Малый Черемшан                          | см. Аксубаевский район                                                         | см. Аксубаевский район | см. Аксубаевский район                         | см. Аксубаевский район |
| 16 | Озеро Провал                                 | Памятник природы регионального значения                                        | 1978 год               | деревня Зотеевка                               |                        |
| 17 | Ивановский сосновый бор                      | Государственный природный заказник регионального значения комплексного профиля | 1991 год               | левый берег реки Кама, близ посёлка Ивановский |                        |
| 12 | Билярский государственный охотничий заказник |                                                                                |                        |                                                |                        |

### Алькеевский район
| №  | Наименование                          | Статус                                  | Дата присвоения        | Местоположение              | Описание               |
| -- | ------------------------------------- | --------------------------------------- | ---------------------- | --------------------------- | ---------------------- |
| 10 | Река Малый Черемшан                   | см. Аксубаевский район                  | см. Аксубаевский район | см. Аксубаевский район      | см. Аксубаевский район |
| 19 | Татарско-Ахметьевское торфяное болото | Памятник природы регионального значения | 1985 год               | у села Татарское Ахметьево. |                        |

### Альметьевский район
| №   | Наименование                                     | Статус                                  | Дата присвоения | Местоположение | Описание |
| --- | ------------------------------------------------ | --------------------------------------- | --------------- | --- | -------- |
| 20  | Река Степной Зай (левый приток реки Кама)        | Памятник природы регионального значения | 1978 год        | Бугульминский, Лениногорский, Азнакаевский, Альметьевский, Заинский, Нижнекамский, Тукаевский районы РТ. Исток южнее села Михаиловка Лениногорского района, устье западнее села Нижнее Афанасово Нижнекамского района |          |
| 21  | Река Шешма (левый приток реки Кама)              | Памятник природы регионального значения | 1978 год        | Лениногорский, Черемшанский, Альметьевский, Новошешминский, Нижнекамский, Чистопольский районы. Исток в Самарской области, устье у села Старошешминск Нижнекамского района.                                           |          |
| 22  | Озеро Акташский Провал                           | Памятник природы регионального значения | 1978 год        | 0,6 км северо-западнее села Калейкино |          |
| 23  | Лесные культуры ели и лиственницы 1910—1913 гг.  | Памятник природы регионального значения | 1987 год        | 1,5-4 км от деревни Багряж. |          |
| 24  | Альметьевский государственный охотничий заказник |                                         |                 | |          |
| 3р  | Место проведения праздника «Сабантуй»            |                                         |                 | |          |
| 4р  | Участок «Новоникольский»                         |                                         |                 | |          |
| 73р | Участок у села Надырово                          |                                         |                 | |          |

### Апастовский район
| №  | Наименование                                               | Статус                                  | Дата присвоения | Местоположение | Описание |
| -- | ---------------------------------------------------------- | --------------------------------------- | --------------- | --- | -------- |
| 25 | Река Свияга (правый приток реки Волга)                     | Памятник природы регионального значения | 1978 год        | Дрожжановский, Буинский, Тетюшский, Апастовский, Кайбицкий, Камско-Устьинский, Верхнеуслонский, Зеленодольский районы РТ. Исток в Ульяновской области, устье южнее села Соболевское Верхнеуслонского района. |          |
| 26 | Река Улема (правый приток реки Свияга)                     | Памятник природы регионального значения | 1978 год        | Тетюшский, Апастовский районы РТ. Исток севернее села Красные Дворики Тетюшского района, устье у села Шонгуты Апастовского района                                                                            |          |
| 27 | «Гран-Тау» Чуру-Барышевская лесостепь (склоны Файзуллиной) | Памятник природы регионального значения | 1991 год        | Правобережье реки Улема, восточнее деревни Чуру-Барышево. |          |
| 5р | Участок «Шигаевский»                                       |                                         |                 | |          |
| 6р | Участок «Петров угол»                                      |                                         |                 | |          |
| 7р | Озеро Екатерининское                                       |                                         |                 | |          |

### Арский район
| №   | Наименование                                  | Статус                                  | Дата присвоения | Местоположение | Описание |
| --- | --------------------------------------------- | --------------------------------------- | --------------- | --- | -------- |
| 28  | Река Казанка                                  | Памятник природы регионального значения | 1978 год        | Арский, Высокогорский, Балтасинский районы. Исток севернее села Бимери Арского района РТ или юго-западнее деревни Куакбаш Балтасинского района РТ, устье у города Казань. Левый приток Волги. |          |
| 29  | Река Шошма (правый приток реки Вятка)         | Памятник природы регионального значения | 1978 год        | Арский, Балтасинский районы РТ, Кировская область. Исток в 7 км северо-западнее села Новый Ашит Арского района, устье в Кировской области.                                                    |          |
| 30  | Рукотворный лес                               | Памятник природы регионального значения | 1978 год        | Арский и Балтасинский районы, северо-восточнее д. Нормабаш, юго-западнее д.Нормабаш |          |
| 31  | Корсинская колония серой цапли                | Памятник природы регионального значения | 1991 год        | село Средняя Корса, кладбище |          |
| 32  | Истоки Казанки                                | Памятник природы регионального значения | 1972 год        | восточнее деревни Толонгер. |          |
| 33  | Янга-Салинский склон                          | Памятник природы регионального значения | 1987 год        | Долина реки Нурминка в 12 км от Арска, рядом с селом Янга-Сала. |          |
| 34  | Лес Тукай-Кырлай                              | Памятник природы регионального значения | 1960 год        | село Новый Кырлай в 22 км от Арска |          |
| 174 | Аю урманы                                     | Памятник природы регионального значения | 2001 год        | у села Мурали. |          |
| 35  | Сурнарский государственный охотничий заказник |                                         |                 | |          |
| 8р  | Водоохранная зона р. Кисьмесь                 |                                         |                 | |          |

### Атнинский район
| №   | Наименование | Статус                                                                         | Дата присвоения | Местоположение                                                      | Описание |
| --- | ------------ | ------------------------------------------------------------------------------ | --------------- | ------------------------------------------------------------------- | --- |
| 166 | Ашит         | Государственный природный заказник регионального значения комплексного профиля | 1997 год        | Долина реки Ашит, севернее села Большая Атня и села Нижнее Береске. | Заказник, площадью 2700,39 га, расположен в долине верхнего течения реки Ашит. Растительность поймы представлена осоково-злаковым разнотравьем, понижения заняты воздушно-водной растительностью. Много озер старинного типа с богатым набором водной и околоводной растительности, в частности, кувшинка чистобелая, занесенная в Красную книгу РТ. Отмечено более 100 видов птиц, 12 из которых внесены в Красную книгу РТ. Из млекопитающих встречаются лось, кабан, лисица, барсук, заяц-русак, заяц-беляк, норка американская, хорь, ондатра. В пойме отмечено 14 видов бабочек, один из которых (адмирал) включена в Красную книгу РТ. Территория заказника имеет эстетическое и научно-познавательное значение. |

### Бавлинский район
| №  | Наименование                                     | Статус                                  | Дата присвоения        | Местоположение | Описание               |
| -- | ------------------------------------------------ | --------------------------------------- | ---------------------- | --- | ---------------------- |
| 4  | Река Ик                                          | см. Азнакаевский район                  | см. Азнакаевский район | см. Азнакаевский район | см. Азнакаевский район |
| 36 | Река Дымка (левый приток реки Ик)                | Памятник природы регионального значения | 1978 год               | Бугульминский, Бавлинский, Ютазинский районы, Оренбургская область. Исток в 1 км к западу от села Ремчугово Оренбургской области, устье ниже города Октябрьский |                        |
| 37 | Салиховская гора                                 | Памятник природы регионального значения | 1989 год               | в 4 км на северо-восток от села Салихово |                        |
| 38 | Бугульминский государственный охотничий заказник |                                         |                        | |                        |

### Балтасинский район
| №   | Наименование                                       | Статус                                                                         | Дата присвоения  | Местоположение                               | Описание         |
| --- | -------------------------------------------------- | ------------------------------------------------------------------------------ | ---------------- | -------------------------------------------- | ---------------- |
| 29  | Река Шошма                                         | см. Арский район                                                               | см. Арский район | см. Арский район                             | см. Арский район |
| 30  | Рукотворный лес                                    | см. Арский район                                                               | см. Арский район | см. Арский район                             | см. Арский район |
| 39  | Озеро Кара-Куль (Черное)                           | Памятник природы регионального значения                                        | 1978 год         | 1,2 км северо-восточнее деревни Большие Лызи |                  |
| 173 | Балтасинский                                       | Государственный природный заказник регионального значения комплексного профиля | 2001 год         | ГБУ «Арское лесничество»                     |                  |
| 35  | Сурнарский государственный охотничий заказник [35] |                                                                                |                  |                                              |                  |
| 9р  | Пойменные участки левобережья реки Шошма           |                                                                                |                  |                                              |                  |

### Бугульминский район
| №   | Наименование                                                       | Статус                                                                                           | Дата присвоения         | Местоположение | Описание                |
| --- | ------------------------------------------------------------------ | ------------------------------------------------------------------------------------------------ | ----------------------- | --- | ----------------------- |
| 36  | Река Дымка                                                         | см. Бавлинский район                                                                             | см. Бавлинский район    | см. Бавлинский район | см. Бавлинский район    |
| 20  | Река Степной Зай                                                   | см. Альметьевский район                                                                          | см. Альметьевский район | см. Альметьевский район | см. Альметьевский район |
| 40  | Река Ютаза                                                         | Памятник природы регионального значения                                                          | 1978 год                | Бугульминский, Ютазинский районы РТ. Исток 4 км юго-западнее села Новое Сумароково Бугульминского района. Устье у села Абсалямова Ютазинского района, левый приток реки Ик. |                         |
| 41  | Спасские ключи                                                     | Памятник природы регионального значения                                                          | 1978 год                | Село Спасское |                         |
| 42  | Петровские сосны                                                   | Памятник природы регионального значения                                                          | 1989 год                | у деревни Зеленая Роща. |                         |
| 43  | Карабашская гора                                                   | Памятник природы регионального значения                                                          | 1989 год                | 6,3 км к северу от п.г.т. Карабаш |                         |
| 44  | Татарско-Дымская поляна                                            | Памятник природы регионального значения                                                          | 1989 год                | в 4 км северо-западне деревни Суык-Чишма |                         |
| 45  | Адонисовый лес                                                     | Государственный природный заказник регионального значения биологического (ботанического) профиля | 1991 год                | у села Новая Александровка |                         |
| 46  | Ново-Александровский склон                                         | Государственный природный заказник регионального значения биологического (ботанического) профиля | 1991 год                | у села Новая Александровка |                         |
| 47  | Казанкинский ботанический заказник по сохранению адониса весеннего | Государственный природный заказник регионального значения биологического (ботанического) профиля | 1991 год                | у села Новая Александровка |                         |
| 38  | Бугульминский государственный охотничий заказник                   |                                                                                                  |                         | |                         |
| 10р | Коробковский склон                                                 |                                                                                                  |                         | |                         |
| 11р | Суык-Чишминские остепененные склоны                                |                                                                                                  |                         | |                         |
| 12р | Татарско-Дьмский склон                                             |                                                                                                  |                         | |                         |
| 13р | Урочище «Липовка»                                                  |                                                                                                  |                         | |                         |
| 14р | Остепененные склоны у с. Сула                                      |                                                                                                  |                         | |                         |

### Буинский район
| №   | Наименование                         | Статус                                  | Дата присвоения       | Местоположение                                            | Описание              |
| --- | ------------------------------------ | --------------------------------------- | --------------------- | --------------------------------------------------------- | --------------------- |
| 25  | Река Свияга                          | см. Апастовский район                   | см. Апастовский район | см. Апастовский район                                     | см. Апастовский район |
| 48  | Ново-Тинчалинская сурковая колония   | Памятник природы регионального значения | 1987 год              | между селом Новые Тинчали и селом Шаймурзино              |                       |
| 49  | Утинская сурковая колония            | Памятник природы регионального значения | 1987 год              | в 1 км севернее деревни Утинка                            |                       |
| 50  | Парк имения декабриста В. Г. Ивашева | Памятник природы регионального значения | 1987 год              | село Ивашевка, в 7 км южнее Буинска на берегу реки Свияга |                       |
| 15р | Каменный брод                        |                                         |                       |                                                           |                       |
| 16р | Мокрая Савалеевка                    |                                         |                       |                                                           |                       |
| 17р | Участок «Киятский»                   |                                         |                       |                                                           |                       |

### Верхнеуслонский район
| №   | Наименование                                   | Статус                                                                         | Дата присвоения       | Местоположение                                                                                          | Описание              |
| --- | ---------------------------------------------- | ------------------------------------------------------------------------------ | --------------------- | --- | --------------------- |
| 51  | Печищинский геологический разрез               | Памятник природы регионального значения                                        | 1972 год              | правый берег Волги у села Печищи                                                                        |                       |
| 52  | Каменный овраг                                 | Памятник природы регионального значения                                        | 1986 год              | |                       |
| 53  | Овраг Черемушки                                | Памятник природы регионального значения                                        | 1986 год              | правый берег Волги, в 2-х км западнее от д. Захваткино                                                  |                       |
| 54  | Река Сулица                                    | Памятник природы регионального значения                                        | 1987 год              | правый приток Волги, исток в 4 км на северо-запад от села Майдан, устье севернее села Савино            |                       |
| 25  | Река Свияга                                    | см. Апастовский район                                                          | см. Апастовский район | см. Апастовский район                                                                                   | см. Апастовский район |
| 55  | Озеро Озеро                                    | Памятник природы регионального значения                                        | 1978 год              | 1,4 км на северо-восток от деревни Юматово                                                              |                       |
| 56  | Зоостанция КГУ — массив Дачный                 | Памятник природы регионального значения                                        | 1989 год              | Водная акватория с прилегающими островами в районе пристани Дачная                                      |                       |
| 57  | Горный сосняк                                  | Памятник природы регионального значения                                        | 1972 год              | ГБУ «Приволжское лесничество»                                                                           |                       |
| 58  | Клыковский склон                               | Памятник природы регионального значения                                        | 1987 год              | у села Набережные Моркваши                                                                              |                       |
| 59  | Свияжский                                      | Государственный природный заказник регионального значения комплексного профиля | 1998 год              | Верхнеуслонский и Зеленодольский районы РТ, устьевой участок реки Свияга. ГБУ «Приволжское лесничество» |                       |
| 60  | Теньковский государственный охотничий заказник |                                                                                |                       | |                       |
| 18р | Южный овраг                                    |                                                                                |                       | |                       |
| 19р | Кураловские родники                            |                                                                                |                       | |                       |
| 20р | Ташевские склоны                               |                                                                                |                       | |                       |
| 21р | Морквашинский лес                              |                                                                                |                       | |                       |
| 22р | Лысая гора                                     |                                                                                |                       | |                       |
| 23р | Остепененные склоны                            |                                                                                |                       | |                       |
| 24р | Змеев овраг                                    |                                                                                |                       | |                       |

### Высокогорский район
| №   | Наименование                  | Статус                                                                         | Дата присвоения  | Местоположение | Описание         |
| --- | ----------------------------- | ------------------------------------------------------------------------------ | ---------------- | --- | ---------------- |
| 28  | Река Казанка                  | см. Арский район                                                               | см. Арский район | см. Арский район | см. Арский район |
| 61  | Голубые озёра                 | Государственный природный заказник регионального значения комплексного профиля | 1994 год         | У посёлка Щербаково города Казань                                                                                   |                  |
| 62  | Озеро Карасиное               | Памятник природы регионального значения                                        | 1978 год         | южнее деревни Ювас                                                                                                  |                  |
| 63  | Озеро Кара-Куль               | Памятник природы регионального значения                                        | 1978 год         | 0,3 км южнее деревни Кара-Куль                                                                                      |                  |
| 64  | Озеро Мочальное               | Памятник природы регионального значения                                        | 1978 год         | на юго-восточной окраине деревни Ювас                                                                               |                  |
| 65  | Эстачинский склон             | Памятник природы регионального значения                                        | 1986 год         | у деревни Эстачи. Правый берег реки Киндерки                                                                        |                  |
| 66  | Семиозерский лес              | Памятник природы регионального значения                                        | 1986 год         | Высокогорский (у села Семиозерка) и Зеленодольский районы (у деревни БерновыеКовали). ГБУ «Пригородное лесничество» |                  |
| 80  | Озеро Русско-Марийские Ковали | Памятник природы регионального значения                                        | 1978 год         | 2,5 км на юго-восток от поселка Юртыш                                                                               |                  |
| 169 | Чулпан                        | Государственный природный заказник регионального значения ландшафтного профиля | 1999 год         | Окрестности села Большие Ковали                                                                                     |                  |

### Дрожжановский район
| №   | Наименование                        | Статус                                  | Дата присвоения | Местоположение                                       | Описание |
| --- | ----------------------------------- | --------------------------------------- | --------------- | ---------------------------------------------------- | -------- |
| 68  | Кереметь (Ново-Чекурская лесостепь) | Памятник природы регионального значения | 1991 год        | около с. Новое Чекурское. ГБУ «Буинское лесничество» |          |
| 177 | Биби-Айша                           | Памятник природы регионального значения | 2008 год        | в юго-западном направлении от с. Большая Цильна      |          |
| 178 | Исток реки Цильны                   | Памятник природы регионального значения | 2008 год        | в юго-западном направлении от с. Чувашское Дрожжаное |          |
| 179 | Чистая поляна                       | Памятник природы регионального значения | 2008 год        | между населенными пунктами Шланга и Мочалей          |          |
| 180 | Овраг Шерелдаук                     | Памятник природы регионального значения | 2008 год        | в северном направлении от с. Верхнее Чекурское       |          |
| 181 | Мордовские луга                     | Памятник природы регионального значения | 2008 год        | в юго-западном направлении от с. Старое Чекурское    |          |

### Елабужский район
| №   | Наименование                                  | Статус                                  | Дата присвоения | Местоположение                                                    | Описание   |
| --- | --------------------------------------------- | --------------------------------------- | --------------- | ----------------------------------------------------------------- | ---------- |
| 69  | Река Тойма                                    | Памятник природы регионального значения | 1978 год        | Исток в Можгинском районе Республики Удмуртия, Устье у г. Елабуга |            |
| 70  | Нижняя Кама                                   | Национальный парк                       | 1991 год        | Елабужский и Тукаевский районы РТ                                 | см. статью |
| 73  | Елабужский государственный охотничий заказник |                                         |                 |                                                                   |            |
| 31р | Геологический разрез «Сентяк»                 |                                         |                 |                                                                   |            |
| 32р | Елабужский геологический разрез               |                                         |                 |                                                                   |            |
| 33р | Пойма р. Кама, остров «Свиногорский»          |                                         |                 |                                                                   |            |
| 34р | Котловская шишка                              |                                         |                 |                                                                   |            |
| 35р | Вятский                                       |                                         |                 |                                                                   |            |

### Заинский район
| №  | Наименование                                  | Статус                                  | Дата присвоения         | Местоположение                                                                      | Описание                |
| -- | --------------------------------------------- | --------------------------------------- | ----------------------- | ----------------------------------------------------------------------------------- | ----------------------- |
| 20 | Река Степной Зай                              | см. Альметьевский район                 | см. Альметьевский район | см. Альметьевский район                                                             | см. Альметьевский район |
| 74 | Бухарайский бор                               | Памятник природы регионального значения | 1989 год                | Заинский и Сармановский районы, в 0,3 км от деревни Яшляр и в 2 км от села Бухарай. |                         |
| 91 | Багряжский государственный охотничий заказник |                                         |                         |                                                                                     |                         |

### Зеленодольский район
| №   | Наименование                                                                       | Статус                                                                         | Дата присвоения | Местоположение | Описание |
| --- | ---------------------------------------------------------------------------------- | ------------------------------------------------------------------------------ | --------------- | --- | -------- |
| 25  | Река Свияга (прав. пр. р. Волга)                                                   | Памятник природы регионального значения                                        | 1978            | Дрожжановский, Буинский, Тетюшский, Апастовский, Кайбицкий, Камско-Устьинский, Верхнеуслонский, Зеленодольский районы РТ. Исток в Ульяновской области, устье ниже с. Соболевское Верхнеуслонского района РТ                                                                    |          |
| 59  | Свияжский                                                                          | Государственный природный заказник регионального значения комплексного профиля | 1998            | Верхнеуслонский и Зеленодольский районы РТ, устьевой участок р. Свияга. ГБУ «Приволжское лесничество», Чулпанихинское участковое лесничество, кв. 1-7, 9, 19, 22, 25, 26, 28, 29, 30, 35, 36; Свияжское участковое лесничество, кв. 1-9, 63-66, 71, 72, 78, 79, 81, 82, 89, 90 |          |
| 76a | Волжско-Камский государственный природный биосферный заповедник (Раифский участок) | Государственный природный биосферный заповедник                                | 1960            | в 15 км к востоку от г. Зеленодольск |          |
| 78  | Озеро Бело-Безводное                                                               | Памятник природы регионального значения                                        | 1978            | у с. Бело-Безводное |          |
| 79  | Озеро Провальное                                                                   | Памятник природы регионального значения                                        | 1978            | 0,8 км северо-восточнее д. Улитино |          |
| 81  | Озеро Собакино                                                                     | Памятник природы регионального значения                                        | 1978            | 0,9 км северо-восточнее д. Улитино |          |
| 82  | Колония серой цапли                                                                | Памятник природы регионального значения                                        | 1983            | ГБУ «Зеленодольское лесничество», Айшинское (бывшее Васильевское) участковое лесничество, кв. 77, западный берег р. Сумка |          |
| 83  | Ильинская балка                                                                    | Памятник природы регионального значения                                        | 1981            | в 1,5 км к северо-западу от п. Новочувашское |          |
| 84  | Овражно-балочная система «Никольская»                                              | Памятник природы регионального значения                                        | 1981            | к юго-западу от д. Никольское |          |
| 85  | Овражно-балочная система «Фахри Яры»                                               | Памятник природы регионального значения                                        | 1981            | в 1 км к юго-востоку от с. Большие Яки |          |
| 86  | Овражно-балочная система «Кишангер»                                                | Памятник природы регионального значения                                        | 1981            | к северу от с. Большие Яки |          |

### Кайбицкий район
| №   | Наименование                                 | Статус                                                                | Дата присвоения | Местоположение | Описание |
| --- | -------------------------------------------- | --------------------------------------------------------------------- | --------------- | --- | -------- |
| 25  | Река Свияга (правый приток реки Волга)       | Памятник природы регионального значения                               | 1978 год        | Дрожжановский, Буинский, Тетюшский, Апастовский, Кайбицкий, Камско-Устьинский, Верхнеуслонский, Зеленодольский районы РТ. Исток в Ульяновской области, устье южнее села Соболевское Верхнеуслонского района. |          |
| 87  | Река Бирля (лев. пр. р. Свияга)              | Памятник природы регионального значения                               | 1978 год        | Исток в 3 км к югу от с. Большое Подберезье, устье в 2 км севернее с. Бурундуки |          |
| 88  | Озеро Большое                                | Памятник природы регионального значения                               | 1978 год        | севернее д. Каргалы |          |
| 89  | Кайбицкие дубравы                            | Памятник природы регионального значения                               | 1981 год        | Кайбицкий и Апастовский районы. ГБУ «Кайбицкое лесничество», Берлибашское участковое лесничество, кв. 68 (в. 24, 25, 28); Русаковское участковое лесничество, кв. 4 (в. 3-5)                                 |          |
| 90  | Турминская дача                              | Памятник природы регионального значения                               | 1989 год        | в 0,1 км от с. Турминское. ГБУ «Кайбицкое лесничество», Берлибашское участковое лесничество, кв. 36 (в. 6, 7, 9-11, 15-19, 23), 37 (в. 1-10)                                                                 |          |
| 91  | Кайбицкий государственный охотничий заказник | Государственный охотничий заказник                                    | 1963 год        | Севернее дороги Турминское — Старые Чечкабы, западнее дороги Старые Чечкабы — Салтыганово — Багаево, между pp. Кубня и Бирля                                                                                 |          |
| 36р | Чистые ключи                                 | Резервный земельный участок под особо охраняемые природные территории | 2000 год        | На юго-западной окраине пос. Чистые Ключи. Площадь 25,0 га |          |
| 37р | Озеро Моховое                                | Резервный земельный участок под особо охраняемые природные территории | 2000 год        | В 3-х км южнее с. Надеждино. Площадь 17,0 га |          |
| 38р | Озеро Долгое                                 | Резервный земельный участок под особо охраняемые природные территории | 2000 год        | В 2-х км западнее с. Багаево. Площадь 12,0 га |          |
| 39р | Левая часть поймы р. Свияга                  | Резервный земельный участок под особо охраняемые природные территории | 2000 год        | Восточнее д. Малые Меми. Площадь 180,0 га |          |
| 40р | Правая часть поймы р. Кубня                  | Резервный земельный участок под особо охраняемые природные территории | 2000 год        | Севернее с. Турминское. Площадь 120,0 га |          |
| 41р | Поймы рек Свияга и Кубня                     | Резервный земельный участок под особо охраняемые природные территории | 2000 год        | Севернее с. Бурундуки. Площадь 250,0 га |          |

### Камско-Устьинский район
| №          | Наименование                                                 | Статус                                                                         | Дата присвоения | Местоположение | Описание |
| ---------- | ------------------------------------------------------------ | ------------------------------------------------------------------------------ | --------------- | --- | -------- |
| 92         | Озеро Карамольское (Байкуль)                                 | Памятник природы регионального значения                                        | 1978            | 0,8 км юго-западнее д. Малые Кармалы                                                                                            |          |
| 93         | Озеро Лесное                                                 | Памятник природы регионального значения                                        | 1978            | 1,5 км юго-восточнее с. Большие Кляри                                                                                           |          |
| 94         | Юрьевская пещера                                             | Памятник природы регионального значения                                        | 1986 год        | В середине оврага на правом берегу р. Волга, в 4,5 км на северо-запад от п.г.т. Камское Устье                                   |          |
| 95, 96, 97 | Коннодольская пещера, Богородская пещера,Зимовьевская пещера | Памятники природы регионального значения                                       | 1986 год        | В горном массиве на правом берегу Волги; в 6 км северо-западнее от п.г.т. Камское Устье                                         |          |
| 98         | Теньковская ковыльная степь                                  | Памятник природы регионального значения                                        | 1991 год        | у с. Теньки, в 0,5 км от зональной опытной станции НПО «Семеновод»                                                              |          |
| 99         | Гора Лобач                                                   | Государственный природный заказник регионального значения ландшафтного профиля | 1991 год        | в 3 км южнее п.г.т. Камское Устье. ГБУ «Тетюшское лесничество», Кляринское участковое лесничество, кв. 78, 79                   |          |
| 100        | Лабышкинские горы                                            | Государственный природный заказник регионального значения ландшафтного профиля | 1991 год        | вблизи д. Лабышка. ГБУ «Тетюшское лесничество», Кляринское участковое лесничество, кв. 61, 114 (в. 1, 2, 3, 6, 7)               |          |
| 165        | Антоновские овраги                                           | Памятник природы регионального значения                                        | 1997 год        | вблизи с. Антоновка. ГБУ «Тетюшское лесничество», Кляринское участковое лесничество, кв. 75, 76                                 |          |
| 60         | Теньковский государственный охотничий заказник               | Государственный охотничий заказник                                             | 1976 год        | Верхнеуслонский и Камско-Устьинский районы РТ. Между рр. Свияга и Волга, южнее сс. Патрикеево — Майдан, севернее р. Сухая Улема |          |
| 42p        | Озеро Шимкуль                                                | Резервный земельный участок под особо охраняемые природные территории          | 2000 год        | В 1 км юго-западнее с. Челны. Площадь 10 га                                                                                     |          |

### Кукморский район
| №   | Наименование                                          | Статус                                                                | Дата присвоения | Местоположение | Описание |
| --- | ----------------------------------------------------- | --------------------------------------------------------------------- | --------------- | --- | -------- |
| 101 | Река Мёша (прав. пр. р. Кама)                         | Памятник природы регионального значения                               | 1978 год        | Сабинский, Кукморский, Тюлячинский, Пестречинский, Арский, Лаишевский районы РТ. Исток 1,4 км к северо-востоку от с. Ятмас-Дусай Кукморского района, устье у с. Карадули Лаишевского района                                         |          |
| 102 | Река Нурминка (лев. пр. р. Ошторма, бассейн р. Вятка) | Памятник природы регионального значения                               | 1978 год        | Исток 2,5 км к западу от с. Нурмабаш, устье у п.г.т. Кукмор |          |
| 103 | Река Лубянка (лев. пр. р. Вятка)                      | Памятник природы регионального значения                               | 1989 год        | Республика Удмуртия и Кукморский район РТ. Исток юго-западнее с. Новоникольск Республики Удмуртия, устье в с. Лубяны Кукморского р-на РТ. ГБУ «Елабужское лесничество», Лубянское участковое лесничество, кв. 15, 30, 40, 46, 58-64 |          |
| 104 | Кукморская гора                                       | Памятник природы регионального значения                               | 1989 год        | в непосредственной близости от п.г.т. Кукмор. ГБУ «Сабинское лесничество», Кукморское участковое лесничество, кв. 391, 394, 396, 398, 399                                                                                           |          |
| 105 | Сабинский государственный охотничий заказник          | Государственный охотничий заказник                                    | 1977 год        | Кукморский и Сабинский районы РТ, севернее с. Кильдебяк — Язлы-Арташ — Большие Нырты — Ятмас-Дусай |          |
| 43p | Камышловский лес                                      | Резервный земельный участок под особо охраняемые природные территории | 2000 год        | В 1 км северо-западнее д. Камышлы. Площадь 262 га |          |
| 44p | Лесная гора — Урман Тау                               | Резервный земельный участок под особо охраняемые природные территории | 2000 год        | К востоку от с. Вахитово. Площадь 30,8 га |          |
| 45p | Лес «Студеный ключ»                                   | Резервный земельный участок под особо охраняемые природные территории | 2000 год        | К юго-западу от д. Студеный Ключ. Площадь 44 га |          |
| 46p | Муравьиный лес — «Кырмыска-Урман»                     | Резервный земельный участок под особо охраняемые природные территории | 2000 год        | Северо-западнее р.п. Большой Кукмор. Площадь 24,4 га |          |

### Лаишевский район
| №   | Наименование                                                                          | Статус                                          | Дата присвоения | Местоположение | Описание |
| --- | ------------------------------------------------------------------------------------- | ----------------------------------------------- | --------------- | --- | -------- |
| 766 | Волжско-Камский государственный природный биосферный заповедник (Сараловский участок) | Государственный природный биосферный заповедник | 1960 год        | Рядом с д. Татарские Саралы и с. Атабаево |          |
| 101 | Река Мёша (прав. пр. р. Кама)                                                         | Памятник природы регионального значения         | 1978 год        | Сабинский, Кукморский, Тюлячинский, Пестречинский, Арский, Лаишевский районы РТ. Исток 1,4 км к северо-востоку от с. Ятмас-Дусай Кукморского района, устье у с. Карадули Лаишевского района |          |
| 106 | Озеро Архиерейское                                                                    | Памятник природы регионального значения         | 1978 год        | у с. Тарлаши |          |
| 107 | Озеро Ковалинское (Ковалевское)                                                       | Памятник природы регионального значения         | 1978 год        | северо-восточнее с. Песчаные Ковали |          |
| 108 | Озеро Заячье                                                                          | Памятник природы регионального значения         | 1978 год        | в с. Столбище |          |
| 109 | Озеро Моховое                                                                         | Памятник природы регионального значения         | 1978 год        | 0,5 км юго-восточнее с. Габишево |          |
| 110 | Озеро Лесное                                                                          | Памятник природы регионального значения         | 1978 год        | 6,0 км северо-восточнее с. Большие Кабаны |          |
| 111 | Озеро Саламыковское                                                                   | Памятник природы регионального значения         | 1978 год        | у быв. д. Саламыково |          |
| 112 | Озеро Сапуголи                                                                        | Памятник природы регионального значения         | 1978 год        | в с. Сапуголи |          |
| 113 | Озеро Свежее                                                                          | Памятник природы регионального значения         | 1978 год        | 0,3 км северо-восточнее д. Травкино |          |
| 114 | Озеро Столбище                                                                        | Памятник природы регионального значения         | 1978 год        | в с. Столбище |          |
| 115 | Озеро Чистое                                                                          | Памятник природы регионального значения         | 1978 год        | 2,7 км восточнее д. Чистое Озеро |          |
| 116 | Озеро Чёрное                                                                          | Памятник природы регионального значения         | 1978 год        | 3 км западнее с. Среднее Девятово |          |
| 117 | Озеро Чёрное                                                                          | Памятник природы регионального значения         | 1978 год        | 1,5 км юго-восточнее с. Тарлаши |          |
| 118 | Гнездовая колония озерной чайки                                                       | Памятник природы регионального значения         | 1993 год        | Около с. Столбище, оз. Сухое и оз. Чегово |          |

### Лениногорский район
| №   | Наименование                                   | Статус                                                                         | Дата присвоения | Местоположение | Описание |
| --- | ---------------------------------------------- | ------------------------------------------------------------------------------ | --------------- | --- | -------- |
| 20  | Река Степной Зай (левый приток реки Кама)      | Памятник природы регионального значения                                        | 1978 год        | Лениногорский, Бугульминский, Азнакаевский, Альметьевский, Заинский, Нижнекамский, Тукаевский районы РТ. Исток южнее села Михаиловка Лениногорского района, устье западнее села Нижнее Афанасово Нижнекамского района |          |
| 21  | Река Шешма (левый приток реки Кама)            | Памятник природы регионального значения                                        | 1978 год        | Лениногорский, Черемшанский, Альметьевский, Новошешминский, Нижнекамский, Чистопольский районы. Исток в Самарской области, устье у села Старошешминск Нижнекамского района. |          |
| 170 | Степной                                        | Государственный природный заказник регионального значения комплексного профиля | 2000 год        | ГБУ «Лениногорское лесничество», Зай-Каратаевское участковое лесничество, кв. 35, 100 (в. 48, 49, 55); Старо-Кувакское участковое лесничество, кв. 59, 19 (в. 14-18), 100 (в. 13); Шугуровское участковое лесничество, кв. 24, 60, 61, 117, 118, 120, 137—142, 25 (в. 1-10), 26 (в. 4-6), 28 (в. 10-22), 29 (в. 14-20, 22, 23, 25), 30 (в. 2-11, 24, 26-32); Лениногорское участковое лесничество, кв. 10, 20 (в. 1-10), 112, 113, 118, 119, 122—124, 159, 160 |          |
| 121 | Шугуровский государственный охотничий заказник | Государственный охотничий заказник                                             | 1971 год        | Севернее с. Шугурово — Бакирово — Старый Кувак, южнее с. Мордовская Ивановка, западнее с. Куакбаш — Шугурово |          |

### Мамадышский район
| №   | Наименование                                   | Статус                                                                | Дата присвоения | Местоположение | Описание |
| --- | ---------------------------------------------- | --------------------------------------------------------------------- | --------------- | --- | -------- |
| 122 | Река Берсут (прав. пр. р. Кама)                | Памятник природы регионального значения                               | 1978 год        | Исток в 3 км к северу от с. Верхний Арняш, устье у п. Новый Рыбно-Слободского района |          |
| 123 | Сокольский лес                                 | Памятник природы регионального значения                               | 1978 год        | Правый берег р. Кама, западнее устья р. Вятка и с. Соколка в 15 км южнее г. Мамадыш. ГБУ «Мамадышское лесничество», Сокольское (бывшее Вятское) участковое лесничество, кв. 3-35, 42, 47 (7 участков) |          |
| 124 | Берсутские пихтарники                          | Памятник природы регионального значения                               | 1972 год        | Рыбно-Слободский и Мамадышский районы. ГБУ «Камское лесничество», Камское участковое лесничество, кв. 26 (в. 1, 2, 11, 12, 15, 17, 19, 21, 23, 25), 27 (в. 2, 4, 5, 8), 60 (в. 1, 3, 5, 8, 9, 12, 14), 66 (в. 2, 3), 61, 67; Берсутское участковое лесничество, кв. 5 |          |
| 125 | Мешебашское лесничество (Пихтарник Порфирьева) | Памятник природы регионального значения                               | 1972 год        | ГБУ «Сабинское лесничество», Мешебашское участковое лесничество, кв. 371. В 0,5 км от д. Астан-Елга |          |
| 126 | Мешинский государственный охотничий заказник   | Государственный охотничий заказник                                    | 1984 год        | Мамадышский, Рыбно-Слободский, Пестречинский, Тюлячинский, Сабинский районы РТ. 100-метровая зона по правому берегу р. Меша от автомобильной дороги Казань — Набережные Челны до с. Старая Икшурма и с. Абди, на юг через р. Арташ — с. Владимирово, по южной опушке Кутлубукашского и Тюлячинского участковых лесничеств и до с. Рыбная Слобода, от с. Русский Ошняк до шоссе Казань — Набережные Челны и по нему до моста через р. Меша |          |
| 53p | Геологический разрез «Юмарский починок»        | Резервный земельный участок под особо охраняемые природные территории | 2000 год        | У д. Омарский Починок. Площадь 100bга |          |
| 54p | Сабинский лесхоз. 372 квартал                  | Резервный земельный участок под особо охраняемые природные территории | 2000 год        | В 3-х км западнее д. Верхний Таканыш. Площадь 141 га |          |
| 55p | Урочище «Липовая грива»                        | Резервный земельный участок под особо охраняемые природные территории | 2000 год        | В 1,5 км восточнее д. Яковка. Площадь 29 га |          |
| 56p | Сокольский                                     | Резервный земельный участок под особо охраняемые природные территории | 2000 год        | В 1 км ю.-в. д. Березовая грива. Площадь 2936 га |          |

### Менделеевский район
| №   | Наименование   | Статус                                     | Дата присвоения | Местоположение                                                    | Описание |
| --- | -------------- | ------------------------------------------ | --------------- | ----------------------------------------------------------------- | -------- |
| 69  | Река Тойма     | Памятник природы регионального значения    | 1978 год        | Исток в Можгинском районе Республики Удмуртия, Устье у г. Елабуга |          |
| 168 | Имение Ушковых | Историко-культурная и природная территория | 1999 год        | г. Менделеевск                                                    |          |

### Мензелинский район
| №   | Наименование                                     | Статус                                                                | Дата присвоения | Местоположение | Описание |
| --- | ------------------------------------------------ | --------------------------------------------------------------------- | --------------- | --- | -------- |
| 4   | Река Ик                                          | Памятник природы регионального значения                               | 1978 год        | Бавлинский, Ютазинский, Азнакаевский, Муслюмовский, Актанышский, Мензелинский районы. Исток в Республике Башкортостан, устье у села Бикбулово Мензелинского района РТ |          |
| 127 | Река Мензеля (лев. пр. р. Кама)                  | Памятник природы регионального значения                               | 1978 год        | Сармановский, Мензелинский районы РТ. Исток в 3 км к юго-западу от с. Стар. Мензелябаш Сармановского района, устье ниже г. Мензелинска                                |          |
| 128 | Игимский бор                                     | Памятник природы регионального значения                               | 1972 год        | Правый берег Икского залива Нижнекамского водохранилища. ГБУ «Мензелинское лесничество», Юртовское участковое лесничество, кв. 46-50, 55-62                           |          |
| 15  | Камско-Икский государственный охотничий заказник | Государственный охотничий заказник                                    | 1963 год        | Актанышский, Мензелинский районы РТ. Между р. Камой и Икским заливом Нижнекамского водохранилища                                                                      |          |
| 2p  | Участок «Кулегашский»                            | Резервный земельный участок под особо охраняемые природные территории | 2000 год        | |          |

### Муслюмовский район
| №   | Наименование                           | Статус                                                                                           | Дата присвоения | Местоположение | Описание |
| --- | -------------------------------------- | ------------------------------------------------------------------------------------------------ | --------------- | --- | -------- |
| 4   | Река Ик                                | Памятник природы регионального значения                                                          | 1978 год        | Бавлинский, Ютазинский, Бугульминский, Азнакаевский, Муслюмовский, Актанышский, Сармановский, Мензелинский районы. Исток в Республике Башкортостан, устье у села Бикбулово Мензелинского района РТ |          |
| 129 | Нарат-Астинский бор                    | Государственный природный заказник регионального значения биологического (ботанического) профиля | 1994 год        | у д. Нарат-Асты. ГБУ «Мензелинское лесничество», Муслюмовское участковое лесничество, кв. 35, 36, 40, 43, 44                                                                                       |          |
| 57p | Мелля-Тамакская пойма («Ачи» — Кислое) | Резервный земельный участок под особо охраняемые природные территории                            | 2000 год        | В 1,5 км севернее д. Нарат-Асты. Площадь 147 га |          |
| 58p | Целебный источник (Шифа чишмэсе)       | Резервный земельный участок под особо охраняемые природные территории                            | 2000 год        | В 1,5 км северо-восточнее д. Тамьян. Площадь 29 га |          |
| 59p | Дубравный луг                          | Резервный земельный участок под особо охраняемые природные территории                            | 2000 год        | В 3 км северо-восточнее д. Приют-Шуран. Площадь 205 га |          |

### Нижнекамский район
| №   | Наименование                              | Статус                                  | Дата присвоения | Местоположение | Описание |
| --- | ----------------------------------------- | --------------------------------------- | --------------- | --- | -------- |
| 20  | Река Степной Зай (левый приток реки Кама) | Памятник природы регионального значения | 1978 год        | Бугульминский, Лениногорский, Азнакаевский, Альметьевский, Заинский, Нижнекамский, Тукаевский районы РТ. Исток южнее села Михаиловка Лениногорского района, устье западнее села Нижнее Афанасово Нижнекамского района |          |
| 21  | Река Шешма (левый приток реки Кама)       | Памятник природы регионального значения | 1978 год        | Лениногорский, Черемшанский, Альметьевский, Новошешминский, Нижнекамский, Чистопольский районы. Исток в Самарской области, устье у села Старошешминск Нижнекамского района.                                           |          |
| 130 | Борковская дача                           | Памятник природы регионального значения | 1977 год        | ГБУ «Заинское лесничество», Болгарское участковое лесничество, кв. 1-9, близ оз. Прость. С запада граничит с реками Прость, Кама                                                                                      |          |

### Новошешминский район
| №   | Наименование                                                       | Статус                                                                                           | Дата присвоения | Местоположение | Описание |
| --- | ------------------------------------------------------------------ | ------------------------------------------------------------------------------------------------ | --------------- | --- | -------- |
| 21  | Река Шешма (левый приток реки Кама)                                | Памятник природы регионального значения                                                          | 1978 год        | Лениногорский, Черемшанский, Альметьевский, Новошешминский, Нижнекамский, Чистопольский районы. Исток в Самарской области, устье у села Старошешминск Нижнекамского района. |          |
| 132 | Урганчинский ботанический заказник по сохранению адониса весеннего | Государственный природный заказник регионального значения биологического (ботанического) профиля | 1991 год        | западнее с. Урганча. ГБУ «Заинское лесничество», Урганчинское участковое лесничество, кв. 100                                                                               |          |
| 133 | Склоны Коржинского                                                 | Государственный природный заказник регионального значения биологического (ботанического) профиля | 1991 год        | в 1,5 км от ОПХ «Красный Октябрь» |          |

### Нурлатский район
| №   | Наименование                                              | Статус                                                                | Дата присвоения | Местоположение | Описание |
| --- | --------------------------------------------------------- | --------------------------------------------------------------------- | --------------- | --- | -------- |
| 134 | Река Большой Черемшан (лев. пр. р. Волга)                 | Памятник природы регионального значения                               | 1978 год        | Черемшанский, Нурлатский районы РТ. Исток в Самарской области, устье у г. Димитровград Ульяновской области                                                         |          |
| 9   | Река Большая Сульча (правый приток реки Большой Черемшан) | Памятник природы регионального значения                               | 1978 год        | Черемшанский, Аксубаевский, Нурлатский районы. Исток 0,8 км восточнее села Амирово Черемшанского района РТ, устье 5 км западнее села Салдакаево Нурлатского района |          |
| 135 | Озеро Кара-Куль                                           | Памятник природы регионального значения                               | 1978 год        | юго-восточная окраина с. Черное Озеро |          |
| 12  | Билярский государственный охотничий заказник              | Государственный охотничий заказник                                    | 1967 год        | Аксубаевский, Алексеевский и Нурлатский районы РТ. Лесопокрытая территория южнее и восточнее с. Стар. Чуваш. Адам и д. Сосновка                                    |          |
| 60p | Большой Черемшан                                          | Резервный земельный участок под особо охраняемые природные территории | 2000 год        | Занимает территорию в долине р. Большой Черемшан на востоке от с. Салдакаево до границы с Самарской областью у с. Турнояс на юго-западе. Площадь 12000 га          |          |

### Пестречинский район
| №   | Наименование                                                                   | Статус                                                                                             | Дата присвоения | Местоположение | Описание |
| --- | ------------------------------------------------------------------------------ | -------------------------------------------------------------------------------------------------- | --------------- | --- | -------- |
| 101 | Река Мёша (прав. пр. р. Кама)                                                  | Памятник природы регионального значения                                                            | 1978 год        | Сабинский, Кукморский, Тюлячинский, Пестречинский, Арский, Лаишевский районы РТ. Исток 1,4 км к северо-востоку от с. Ятмас-Дусай Кукморского района, устье у с. Карадули Лаишевского района |          |
| 136 | Река Ошняк (прав. пр. р. Кама)                                                 | Памятник природы регионального значения                                                            | 1978 год        | Пестречинский, Рыбно-Слободский районы РТ. Исток в 0,5 км к югу от с. Новоникольское Пестречинского района, устье у с. Русский Ошняк Рыбно-Слободского района |          |
| 137 | Старая мельница                                                                | Государственный природный заказник регионального значения ландшафтного профиля                     | 1991 год        | в 1 км восточнее с. Юнусово. ГБУ «Лаишевское лесничество», Пестречинское участковое лесничество, кв. 66 и 67 |          |
| 138 | Государственный природный заказник регионального значения комплексного профиля | Ленино-Кокушкинский государственный природный заказник регионального значения комплексного профиля | 1991 год        | Окрестности с. Черемышево и с. Ленино-Кокушкино ГБУ «Лаишевское лесничество», Пестречинское участковое лесничество, кв. 14, 50 |          |
| 126 | Мешинский государственный охотничий заказник                                   | Государственный охотничий заказник                                                                 | 1984 год        | Мамадышский, Рыбно-Слободский, Пестречинский, Тюлячинский, Сабинский районы РТ. 100-метровая зона по правому берегу р. Меша от автомобильной дороги Казань — Набережные Челны до с. Старая Икшурма и с. Абди, на юг через р. Арташ — с. Владимирово, по южной опушке Кутлубукашского и Тюлячинского участковых лесничеств и до с. Рыбная Слобода, от с. Русский Ошняк до шоссе Казань — Набережные Челны и по нему до моста через р. Меша |          |

### Сабинский район
| №   | Наименование                                 | Статус                                  | Дата присвоения | Местоположение | Описание |
| --- | -------------------------------------------- | --------------------------------------- | --------------- | --- | -------- |
| 101 | Река Мёша (прав. пр. р. Кама)                | Памятник природы регионального значения | 1978 год        | Сабинский, Кукморский, Тюлячинский, Пестречинский, Арский, Лаишевский районы РТ. Исток 1,4 км к северо-востоку от с. Ятмас-Дусай Кукморского района, устье у с. Карадули Лаишевского района |          |
| 126 | Мешинский государственный охотничий заказник | Государственный охотничий заказник      | 1984 год        | Мамадышский, Рыбно-Слободский, Пестречинский, Тюлячинский, Сабинский районы РТ. 100-метровая зона по правому берегу р. Меша от автомобильной дороги Казань — Набережные Челны до с. Старая Икшурма и с. Абди, на юг через р. Арташ — с. Владимирово, по южной опушке Кутлубукашского и Тюлячинского участковых лесничеств и до с. Рыбная Слобода, от с. Русский Ошняк до шоссе Казань — Набережные Челны и по нему до моста через р. Меша |          |
| 105 | Сабинский государственный охотничий заказник | Государственный охотничий заказник      | 1977 год        | Кукморский и Сабинский районы РТ, севернее с. Кильдебяк — Язлы-Арташ — Большие Нырты — Ятмас-Дусай |          |

### Сармановский район
| №   | Наименование                     | Статус                                                                                           | Дата присвоения | Местоположение | Описание |
| --- | -------------------------------- | ------------------------------------------------------------------------------------------------ | --------------- | --- | -------- |
| 127 | Река Мензеля (лев. пр. р. Кама)  | Памятник природы регионального значения                                                          | 1978 год        | Сармановский, Мензелинский районы РТ. Исток в 3 км к юго-западу от с. Стар. Мензелябаш Сармановского района, устье ниже г. Мензелинска               |          |
| 144 | Река Иганя (лев. пр. р. Мензеля) | Памятник природы регионального значения                                                          | 1978 год        | Сармановский и Мензелинский районы РТ. Исток 1,2 км от д. Мустафино Сармановского района, устье у с. Наратлы-Кичу Мензелинского района               |          |
| 74  | Бухарайский бор                  | Памятник природы регионального значения                                                          | 1989 год        | Заинский и Сармановский районы, в 0,3 км от деревни Яшляр и в 2 км от села Бухарай.                                                                  |          |
| 145 | Сулюковский лес                  | Государственный природный заказник регионального значения биологического (ботанического) профиля | 1994 год        | Сармановский район северо-западнее д. Сулюково. ГБУ «Азнакаевское лесничество», Сармановское участковое лесничество, кв. 1, 2, 3 (бывшие 94, 95, 96) |          |

### Спасский район (Татарстан)
| №   | Наименование     | Статус                                                                         | Дата присвоения | Местоположение                                                                         | Описание |
| --- | ---------------- | ------------------------------------------------------------------------------ | --------------- | -------------------------------------------------------------------------------------- | -------- |
| 146 | Озеро Атаманское | Памятник природы регионального значения                                        | 1978 год        | в с. Три Озера                                                                         |          |
| 148 | Озеро Чистое     | Памятник природы регионального значения                                        | 1978 год        | в с. Три Озера                                                                         |          |
| 149 | Озеро Щучье      | Памятник природы регионального значения                                        | 1978 год        | 4 км юго-восточнее д. Отрада                                                           |          |
| 147 | Озеро Безымянное | Памятник природы регионального значения                                        | 1978 год        | в с. Три Озера                                                                         |          |
| 172 | Спасский         | Государственный природный заказник регионального значения комплексного профиля | 1978 год        | прибрежные острова и акватория Куйбышевского водохранилища между г. Болгар и с. Измери |          |

### Тетюшский район
| №   | Наименование                                 | Статус                                                                         | Дата присвоения | Местоположение | Описание |
| --- | -------------------------------------------- | ------------------------------------------------------------------------------ | --------------- | --- | -------- |
| 25  | Река Свияга (правый приток реки Волга)       | Памятник природы регионального значения                                        | 1978 год        | Дрожжановский, Буинский, Тетюшский, Апастовский, Кайбицкий, Камско-Устьинский, Верхнеуслонский, Зеленодольский районы РТ. Исток в Ульяновской области, устье южнее села Соболевское Верхнеуслонского района. |          |
| 26  | Река Улема (правый приток реки Свияга)       | Памятник природы регионального значения                                        | 1978 год        | Тетюшский, Апастовский районы РТ. Исток севернее села Красные Дворики Тетюшского района, устье у села Шонгуты Апастовского района                                                                            |          |
| 152 | Тархановские дубравы                         | Памятник природы регионального значения                                        | 1972 год        | ГБУ «Тетюшское лесничество», Тархановское участковое лесничество, кв. 37-39, 57-59, 64, 65, в 0,5 км от с. Бессоново                                                                                         |          |
| 153 | Овражно-балочная система «Каменная»          | Памятник природы регионального значения                                        | 1981 год        | Близ с. Монастырское |          |
| 171 | Долгая Поляна                                | Государственный природный заказник регионального значения комплексного профиля | 2000 год        | у с. Долгая Поляна. ГБУ «Тетюшское лесничество», Тетюшское │участковое лесничество, кв. 67-71 |          |
| 154 | Тетюшский государственный охотничий заказник | Государственный охотничий заказник                                             | 1978 год        | Юго-западная часть района, восточнее р. Свияга до р. Кильна, южнее сс. Кошки — Новотимбаево, западнее с. Жуково — Красные Тарханы — Киртели — Васильевка                                                     |          |
| 63p | Устье р. Кильна                              | Резервный земельный участок под особо охраняемые природные территории          | 2000 год        | На отрезке русла реки с юго-востока в 2 км от с. Кошки — Новотимбаево до впадения в р. Свияга на северо-западе. Площадь 134 га                                                                               |          |
| 64p | Ундоровский источник                         | Резервный земельный участок под особо охраняемые природные территории          | 2000 год        | В 2 км восточнее пос. Мемей. Площадь 300 га |          |
| 65p | Пищемар                                      | Резервный земельный участок под особо охраняемые природные территории          | 2000 год        | У пос. ищемар. Площадь 100 |          |
| 66p | Дубки                                        | Резервный земельный участок под особо охраняемые природные территории          | 2000 год        | На северной окраине г. Тетюши. Площадь 20 га |          |
| 67p | Монастырский разрез                          | Резервный земельный участок под особо охраняемые природные территории          | 2000 год        | Восточнее с. Монастырское. Площадь 100 га |          |

### Тукаевский район
| №   | Наименование                            | Статус                                                                | Дата присвоения | Местоположение | Описание   |
| --- | --------------------------------------- | --------------------------------------------------------------------- | --------------- | --- | ---------- |
| 70  | Нижняя Кама                             | Национальный парк                                                     | 1991 год        | Елабужский и Тукаевский районы РТ                                                                                                  | см. статью |
| 155 | Боровецкие Ключи                        | Памятник природы регионального значения                               | 1978 год        | у мкрн. 50А (бывшее с. Боровецкое) г. Набережные Челны                                                                             |            |
| 68p | Кырныш                                  | Резервный земельный участок под особо охраняемые природные территории | 2000 год        | Лиственный лес (с преобладанием дуба) на юго-западной окраине с. Кырныш. Площадь 500 га                                            |            |
| 69p | Острова в акватории Нижнекамского вдхр. | Резервный земельный участок под особо охраняемые природные территории | 2000 год        | На участке акватории западнее в 1,5 км от с. Кырпыш и восточнее в 4 км от с. Биюрган. Площадь 1700 га                              |            |
| 70p | Участок побережья Нижнекамского вдхр.   | Резервный земельный участок под особо охраняемые природные территории | 2000 год        | 500 м водоохранная зона на участке побережья вдхр. Западнее в 1,5 км от с. Кырпыш и восточнее в 4 км от с. Биюрган. Площадь 470 га |            |

### Тюлячинский район
| №   | Наименование                                 | Статус                                                                | Дата присвоения | Местоположение | Описание |
| --- | -------------------------------------------- | --------------------------------------------------------------------- | --------------- | --- | -------- |
| 101 | Река Мёша (прав. пр. р. Кама)                | Памятник природы регионального значения                               | 1978 год        | Сабинский, Кукморский, Тюлячинский, Пестречинский, Арский, Лаишевский районы РТ. Исток 1,4 км к северо-востоку от с. Ятмас-Дусай Кукморского района, устье у с. Карадули Лаишевского района |          |
| 126 | Мешинский государственный охотничий заказник | Государственный охотничий заказник                                    | 1984 год        | амадышский, Рыбно-Слободский, Пестречинский, Тюлячинский, Сабинский районы РТ. 100-метровая зона по правому берегу р. Меша от автомобильной дороги Казань — Набережные Челны до с. Старая Икшурма и с. Абди, на юг через р. Арташ — с. Владимирово, по южной опушке Кутлубукашского и Тюлячинского участковых лесничеств и до с. Рыбная Слобода, от с. Русский Ошняк до шоссе Казань — Набережные Челны и по нему до моста через р. Меша |          |
| 71p | Ключищенский можжевеловый лес                | Резервный земельный участок под особо охраняемые природные территории | 2000 год        | На восточной окраине д. Ключище. Площадь 100 га |          |
| 72p | Дубравы Ленинского лесничества               | Резервный земельный участок под особо охраняемые природные территории | 2000 год        | На восточной окраине д. Ключище. Площадь 100 га |          |

### Черемшанский район
| №   | Наименование                                              | Статус                                  | Дата присвоения | Местоположение | Описание |
| --- | --------------------------------------------------------- | --------------------------------------- | --------------- | --- | -------- |
| 9   | Река Большая Сульча (правый приток реки Большой Черемшан) | Памятник природы регионального значения | 1978 год        | Черемшанский, Аксубаевский, Нурлатский районы. Исток 0,8 км восточнее села Амирово Черемшанского района РТ, устье 5 км западнее села Салдакаево Нурлатского района          |          |
| 134 | Река Большой Черемшан (лев. пр. р. Волга)                 | Памятник природы регионального значения | 1978 год        | Черемшанский, Нурлатский районы РТ. Исток в Самарской области, устье у г. Димитровград Ульяновской области                                                                  |          |
| 21  | Река Шешма (левый приток реки Кама)                       | Памятник природы регионального значения | 1978 год        | Лениногорский, Черемшанский, Альметьевский, Новошешминский, Нижнекамский, Чистопольский районы. Исток в Самарской области, устье у села Старошешминск Нижнекамского района. |          |
| 156 | Выход асфальтита                                          | Памятник природы регионального значения | 1981 год        | в 3 км юго-восточнее с. Нижняя Кармалка |          |

### Чистопольский район
| №   | Наименование                      | Статус                                                                         | Дата присвоения        | Местоположение | Описание               |
| --- | --------------------------------- | ------------------------------------------------------------------------------ | ---------------------- | --- | ---------------------- |
| 10  | Река Малый Черемшан               | см. Аксубаевский район                                                         | см. Аксубаевский район | см. Аксубаевский район | см. Аксубаевский район |
| 157 | Река Толкишка (лев. пр. р. Шешма) | Памятник природы регионального значения                                        | 1978 год               | Исток 3 км юго-западнее с. Татарский Толкиш, устье у с. Свердловец Нижнекамского района |                        |
| 175 | Чистые луга                       | Государственный природный заказник регионального значения комплексного профиля | 2001 год               | Участок акватории Куйбышевского водохранилища от устья р. Шешмы на северо-востоке до с. Змеево на юго-западе. ГБУ «Камское лесничество», Чистопольское участковое лесничество, кв. 44, 45, 63, 64, 95-99 |                        |

### Ютазинский район
| №   | Наименование                      | Статус                                  | Дата присвоения | Местоположение | Описание |
| --- | --------------------------------- | --------------------------------------- | --------------- | --- | -------- |
| 36  | Река Дымка (левый приток реки Ик) | Памятник природы регионального значения | 1978 год        | Бугульминский, Бавлинский, Ютазинский районы, Оренбургская область. Исток в 1 км к западу от села Ремчугово Оренбургской области, устье ниже города Октябрьский             |          |
| 4   | Река Ик                           | Памятник природы регионального значения | 1978 год        | Бавлинский, Ютазинский, Азнакаевский, Муслюмовский, Актанышский, Мензелинский районы. Исток в Республике Башкортостан, устье у села Бикбулово Мензелинского района РТ       |          |
| 40  | Река Ютаза                        | Памятник природы регионального значения | 1978 год        | Бугульминский, Ютазинский районы РТ. Исток 4 км юго-западнее села Новое Сумароково Бугульминского района. Устье у села Абсалямова Ютазинского района, левый приток реки Ик. |          |
| 158 | Урдалы-Тау (Склон М. В. Маркова)  | Памятник природы регионального значения | 1972 год        | в 2,5 км западнее c. Акбаш |          |

### город Казань
| №   | Наименование                                        | Статус                                  | Дата присвоения | Местоположение | Описание |
| --- | --------------------------------------------------- | --------------------------------------- | --------------- | --- | -------- |
| 28  | Река Казанка                                        | Памятник природы регионального значения | 1978 год        | Арский, Высокогорский, Балтасинский районы. Исток севернее села Бимери Арского района РТ или юго-западнее деревни Куакбаш Балтасинского района РТ, устье у города Казань. Левый приток Волги. |          |
| 159 | Казанский дендрарий                                 | Памятник природы регионального значения | 1981 год        | Вахитовский район г. Казани |          |
| 161 | Кедровый парк                                       | Памятник природы регионального значения | 1994 год        | Приволжский район г. Казани |          |
| 162 | Карьерский овраг                                    | Памятник природы регионального значения | 1989 год        | Советский район г. Казани |          |
| 163 | Урочище «Русско-немецкая Швейцария» (Скотские горы) | Памятник природы регионального значения | 1989 год        | Советский и Вахитовский районы г. Казани. Расположен в центре городской застройки, в 40 м западнее железнодорожной линии «Казань — Арск»                                                      |          |
| 164 | Массив «Дубки»                                      | Памятник природы регионального значения | 1985 год        | Кировский район г. Казани. Горлесопарк «Лебяжье», кв. 123, 124, Екатерининская аллея по улице Боевая                                                                                          |          |
| 176 | Городской лесопарк «Лебяжье»                        | ООПТ местного значения                  | 1996 год        | Кировский район — 3211 га, Московский район — 185 га. |          |